# Санниково (Московская область)
Санниково (ранее Санникова) — деревня в составе Ивановском сельском поселении Истринского района Московской области.

## География
Расположена на левом высоком берегу реки Истры, в 4,0 км к юго-востоку от города Истры. 
Выше по течению лежит деревня Качаброво, а ниже — Ивановское и деревня Лужки (сельское поселение Ивановское). В 2 км к северу — платформа Троицкая. С востока граничит с деревней Обновлённый Труд.

## История
Упоминание деревни Санниково есть в описании владений Новоиерусалимского монастырского хозяйства и в истории Истринского (Воскресенского) края. Так в архивах содержится упоминание о том, что в 1628 году стольник Боборыкин Роман Фёдорович «купил запустевшую деревню Санникова с большими лугами, а позднее — сельцо Бобырева (в будущем — село Троицкое)».
До 1764 года Санникова, а также Троицкое, Рычково, Никулино и многие другие принадлежали монастырю. Крестьяне пользовались относительной свободой в выборе рода занятий. «В оном городе, — записано в „Экономических примечаниях“ про Воскресенск 1780-х годов, — обмежеваны в одной округе селы Никулино, Преображенское тож, Воздвиженоское, Дорна тож, Троицкое, слободка Макруша, деревни Андреевская, Котелники, Ивановская, Качаброва, Санникова, Ермолина, Рычкова, Небогаткова, Высокая, Кашина, Полева».

## Население
Население — 52 чел. (2010).
| 2002 | 2006 | 2010 |
| ---- | ---- | ---- |
| 61   | ↘44  | ↗52  |